# 1449 Віртанен
1449 Віртанен (1449 Virtanen) — астероїд головного поясу, відкритий 20 лютого 1938 року.
Тіссеранів параметр щодо Юпітера — 3,627.
Названо на честь Арттурі Ілмарі Віртанена (фін. Artturi Ilmari Virtanen, 1895 — 1973) — фінського біохіміка, лауреата Нобелівської премії, найвідомішого фінського хіміка XX століття.